# James Dunlop
James Dunlop (31. října 1793 – 22. září 1848) byl skotský astronom známý svým výzkumem oblohy v Austrálii.
Uskutečnil několik významných objevů v jižní hemisféře oblohy a napsal dílo A Catalogue of Nebulae and Clusters of Stars in the Southern Hemisphere observed in New South Wales, které obsahovalo seznam 629 objektů. Jen polovina objektů, které objevil se ukázaly jako skutečné, přičemž druhá polovina byly dvojhvězdy a jiné jevy, které se jevily odlišně kvůli problémům s teleskopem. Jeho nejslavnější objev je rádiová galaxie NGC 5128.
Získal Zlatou medaili Královské astronomické společnosti a vedl observatoř v Parramatta.